# Laramie (Wyoming)
Laramie város az USA Wyoming államában, Albany megyében, melynek megyeszékhelye. Lakosainak száma 31 407 fő (2020. április 1.).

## Népesség
A település népességének változása:
| Lakosok száma | 828  | 30 816 | 31 407 |
|               | 1870 | 2010   | 2020   |